# 郭元章
郭元章（？年—？年），字 ，山西省縣人，畢業於山西西學專齋法律科，宣統三年進士。

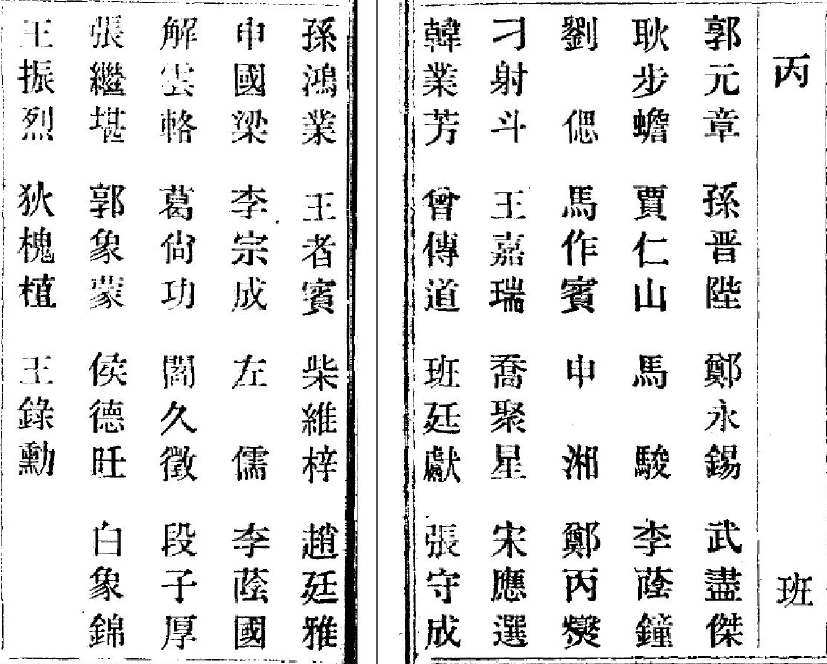
西學專齋丙班生

## 生平
- 光緒三十二年六月，學部複試晉省西學專齋第二期畢業學生，列中等，准作舉人[1]。
- 宣統三年三月，學部會考山西西學專齋畢業學生，得73.2分，因法理、商法、憲法、國際法制比較四門主課不及60分降列中等[2]。
- 宣統三年四月丁酉引見，賞給進士出身[3]。
- 宣統三年六月，就職知縣掣簽，簽分河南[4]。
- 民國2年（1913年）6月25日，任山西太原地方檢察廳檢察官[5]。
- 民國5年（1916年）3月25日，敘官上士[6]。
- 民國5年（1916年）7月，以應行迴避本籍，由司法部派署雲南高等審判廳推事，其自行由滇回晉[7]。
- 民國5年（1916年）11月20日，免署山西太原地方檢察廳檢察官[8]。
- 民國5年（1916年）12月11日，律師登錄（420號）[9]。
- 民國7年（1918年），中華民國第二屆國會參議員選舉中央選舉會第一部選舉人[10]。
- 民國24年（1935年）6月22日，聲請在兼在太原地方法院榆次分庭管轄區域執行職務[11]。